# Saison 6 de Lost : Les Disparus
Chronologie
Saison 5
Cet article présente les épisodes de la sixième et dernière saison du feuilleton télévisé Lost : Les Disparus.

## Généralités
- Le 29 juin 2009, ABC annonce que la saison 6 comportera 18 épisodes et non 17 comme prévu, avec un double épisode pour le premier épisode ainsi que pour l'épisode final[1].
- Au Canada, la série a été diffusée les mardis à 19 h afin de prioriser la diffusion en simultané d'American Idol. Durant les Jeux olympiques d'hiver de 2010, la diffusion a été transférée sur le réseau secondaire /A\.
- En France, cette saison finale a été diffusée sur TF1 le mercredi en deuxième partie de soirée à partir du 5 mai 2010, puis en troisième partie de soirée à partir du 2 juin 2010.

## Distribution

### Acteurs principaux de la saison
- Naveen Andrews : Sayid Jarrah
- Nestor Carbonell : Richard Alpert
- Henry Ian Cusick : Desmond Hume
- Emilie de Ravin : Claire Littleton
- Michael Emerson : Ben Linus
- Jeff Fahey : Frank Lapidus
- Matthew Fox : Jack Shephard
- Jorge Garcia : Hugo Reyes
- Josh Holloway : Sawyer
- Daniel Dae Kim : Jin Kwon
- Kim Yoon-jin : Sun Kwon
- Ken Leung : Miles Straume
- Evangeline Lilly : Kate Austen
- Terry O'Quinn : John Locke / le Monstre
- Zuleikha Robinson : Ilana Verdansky

Sont également crédités du statut d'acteurs principaux lors du double-épisode final
- Jeremy Davies : Daniel Faraday
- Maggie Grace : Shannon Rutherford
- Rebecca Mader : Charlotte Lewis
- Elizabeth Mitchell : Juliet Burke
- Dominic Monaghan : Charlie Pace
- Ian Somerhalder : Boone Carlyle
- Cynthia Watros : Libby Smith
- Sam Anderson : Bernard Nadler
- L. Scott Caldwell : Rose Nadler
- Francois Chau : Pierre Chang
- Fionnula Flanagan : Eloise Hawking
- John Terry : Christian Shephard
- Sonya Walger : Penelope Widmore

Des acteurs invités se joignent à la distribution de chaque épisode, dont certains à plusieurs occasions et d'autres de façon ponctuelle. On peut noter le retour d'anciens personnages principaux
- Elizabeth Mitchell (Juliet - ep. 1, 2, 17, 18)
- Ian Somerhalder (Boone - ep. 1, 17, 18)
- Dominic Monaghan (Charlie - ep. 1, 11, 17, 18)
- Rebecca Mader (Charlotte - ep. 8, 17, 18)
- Jeremy Davies (Daniel - ep. 11, 17, 18)
- Harold Perrineau (Michael Dawson - ep. 12)
- Cynthia Watros (Libby - ep. 12, 18)
- Michelle Rodríguez (Ana-Lucia Cortez - ep. 16)
- Maggie Grace (Shannon - ep. 17, 18)
- Malcolm David Kelley (Walt Lloyd - dans l'épilogue)

### Anciens personnages récurrents
- L. Scott Caldwell : Rose (ep. 1, 4, 17, 18)
- Sam Anderson : Bernard (ep. 1, 14, 17, 18)
- Brad William Henke : Bram (ep. 1, 2)
- Kimberley Joseph : Cindy Chandler (ep. 1, 2, 6, 8, 13)
- Fredric Lehne : Edward Mars (ep. 1, 2, 3)
- Mark Pellegrino : Jacob (ep. 1, 4, 5, 9, 15, 16)
- Daniel Roebuck : Leslie Arzt (ep. 1, 2, 3, 7)
- Sean Whalen : Neil (ep. 1, 2)
- William Mapother : Ethan Rom (ep. 3)
- Rob McElhenney : Aldo (ep. 3)
- Katey Sagal : Helen Norwood (ep. 4, 14)
- Billy Ray Gallion : Randy Nations (ep. 4)
- Veronica Hamel : Margo Shephard (ep. 5)
- Anthony Azizi : Omar (ep. 6, 10)
- Kevin Durand : Martin Keamy (ep. 6, 10)
- Andrea Gabriel : Nadia (ep. 6, 13)
- Alan Dale : Charles Widmore (ep. 7, 8, 10, 11, 14, 16)
- Jon Gries : Roger Linus (ep. 7)
- Tania Raymonde : Alex Rousseau (ep. 7, 16)
- Neil Hopkins : Liam Pace (ep. 8, 18)
- Titus Welliver : l'Homme en Noir (ep. 9, 15)
- Andrew Divoff : Mikhail Bakunin (ep. 10)
- Fionnula Flanagan : Eloise (ep. 11, 18)
- Fisher Stevens : George Minkowsky (ep. 11)
- Sonya Walger : Penny (ep. 11, 18)
- Bruce Davison : Dr Brooks (ep. 12)
- Lillian Hurst : Carmen Reyes (ep. 12)
- Francois Chau : Dr Chang (ep. 12, 18)
- Kevin Tighe : Anthony Cooper (ep. 14)
- Mira Furlan : Danielle Rousseau (ep. 16)
- John Terry : Christian (ep. 18)

## Épisodes
Plusieurs titres francophones d'épisodes existent. Les titres indiqués correspondent à ceux utilisés dans le pays de première diffusion en français.

### Épisode 1:Los Angeles (1repartie)
- États-Unis /  Canada : 2 février 2010 sur ABC / CTV[3]
- Québec : 15 avril 2010 sur Radio Canada[4]
- Belgique : 23 avril 2010 sur RTL-TVI[5]
- Suisse : 1er mai 2010 sur TSR1[6]
- France : 5 mai 2010 sur TF1

- États-Unis : 12,09 millions de téléspectateurs[7] (première diffusion)
- Canada : 1,697 million de téléspectateurs[8] (première diffusion)
- France : 2 millions de téléspectateurs (première diffusion)

- Sam Anderson (Bernard Nadler)
- L. Scott Caldwell (Rose Nadler)
- Brad William Henke (Bram)
- Kimberley Joseph (Cindy)
- Fredric Lehne (Edward Mars)
- Elizabeth Mitchell (Juliet Burke)
- Dominic Monaghan (Charlie Pace)
- Mark Pellegrino (Jacob)
- Daniel Roebuck (Arzt)
- Ian Somerhalder (Boone Carlyle)
- Sean Whalen (Neil)

À la suite de l'explosion, les survivants sont renvoyés en 2007, où la station « Cygne » a bien implosé. Jack, Kate, Jin, Hurley, Miles et Sawyer sont toujours en vie, Sayid est dans un état critique. Kate entend la voix de Juliet sous les débris de la station, et avec les autres, tente de la dégager des décombres. Hurley voit le fantôme de Jacob décédé une heure plus tôt qui lui ordonne de sauver Sayid en le conduisant au temple. Peu après, Juliet meurt des suites de ses blessures. 
Après la mort de Jacob, son antagoniste (qui a pris la forme de Locke) demande à Ben d'aller chercher Richard afin qu'il lui parle, mais c'est finalement Bram et quelques autres qui se rendent sous la statue de Taouret et tentent de tuer l'imposteur. À la suite de cela, ce dernier prend l'apparence du « Monstre de fumée » et les tue, en laissant à Ben la vie sauve.
Résumé de la réalité alternative
Les flashbacks et les flashforwards sont remplacés par une réalité alternative (qui se déroule en 2004) dans laquelle l'île aurait été submergée par l'océan. Cette dernière n'existant pas dans cette réalité alternative, certains événements du passé des protagonistes ne se sont pas produits, ce qui modifie leur présent, outre le fait que le vol 815 ne s'écrase pas.

### Épisode 2:Los Angeles (2epartie)
- États-Unis : 2 février 2010 sur ABC / CTV
- Québec : 22 avril 2010 sur Radio Canada
- Belgique : 23 avril 2010 sur RTL-TVI
- Suisse : 1er mai 2010 sur TSR1
- France : 5 mai 2010 sur TF1

- États-Unis : 12,09 millions de téléspectateurs[7] (première diffusion)
- Canada : 1,697 million de téléspectateurs[8] (première diffusion)
- France : 1,4 million de téléspectateurs (première diffusion)

- John Hawkes (Lennon)
- Brad William Henke (Bram)
- Kimberley Joseph (Cindy Chandler)
- Fredric Lehne (Edward Mars)
- Elizabeth Mitchell (Juliet Burke)
- Daniel Roebuck (Leslie Arzt)
- Hiroyuki Sanada (Dogen)
- Sean Whalen (Neil)

Sawyer enterre Juliet, accompagné de Miles. Ce dernier lui transmet un message que sa bien-aimée voulait lui dire avant de mourir : "Ça a marché". Pendant ce temps, Jack, Hurley et Kate emmènent Sayid vers le mur d'enceinte du Temple et entrent par le trou découvert par Rousseau et son équipe des années plus tôt. Ils sont enlevés par les « Autres », avec parmi eux Cindy, Zack et Emma. Alors qu'ils s'apprêtent à les tuer, Hurley leur crie que Jacob les envoie. Les « Autres » décident alors de les épargner, puis ouvrent l'étui à guitare et y trouvent un ânkh avec un mot de Jacob stipulant que Sayid doit être sauvé. Ils conduisent le groupe dans le Temple et plongent Sayid dans un bassin censé lui rendre la vie, mais ce dernier décède finalement bel et bien. Hurley prévient les « Autres » de la mort de Jacob. Effrayés, ils lancent des fusées pour faire revenir Richard et ceux qui sont partis avec les survivants du vol 316, et capturent Miles et Sawyer qu'ils ramènent au Temple. Richard aperçoit les fusées depuis la statue, mais "Locke" l'assomme et décide de se rendre au Temple. L'épisode se clôt alors que Sayid, que l'on présumait définitivement mort, revient finalement à la vie.
Résumé de la réalité alternative

### Épisode 3:La Proie des Ténèbres
- États-Unis /  Canada : 9 février 2010 sur ABC / CTV
- Québec : 29 avril 2010 sur Radio Canada
- Belgique : 30 avril 2010 sur RTL-TVI
- Suisse : 8 mai 2010 sur TSR1
- France : 12 mai 2010 sur TF1

- États-Unis : 11,05 millions de téléspectateurs[10] (première diffusion)
- Canada : 1,569 million de téléspectateurs[11] (première diffusion)
- France : 2,6 millions de téléspectateurs (première diffusion)

- John Hawkes (Lennon)
- William Mapother (Ethan)
- Rob McElhenney (Aldo)
- Daniel Roebuck (Leslie Arzt)
- Hiroyuki Sanada (Dogen)

Après le retour à la vie de Sayid, Sawyer s'enfuit du Temple. Pendant que Sayid subit des tests, Kate, Jin et deux « Autres », Aldo et Justin, partent à la recherche de Sawyer, mais Kate assomme les deux « Autres » et s'échappe à son tour pour retrouver Sawyer aux baraquements. Au temple, Jack demande pourquoi Dogen, un des « Autres », a torturé Sayid et Lennon lui répond qu'il est « infecté » et qu'il doit lui donner un médicament. Quand Jack l'avale, Dogen lui fait recracher et lui dit qu'il s'agit d'un poison. Dogen lui révèle alors que des ténèbres grandissent en Sayid et qu'il est arrivé la même chose à la propre sœur de Jack, Claire. Pendant ce temps dans la jungle, Aldo et Justin retrouvent Jin et lorsque Aldo s'apprête à l'abattre, Claire les tue.
Résumé de la réalité alternative
- Cet épisode est centré sur Kate.
- Le titre de cet épisode fait référence à l'épisode 9 de la saison 2, What Kate Did.

### Épisode 4:Le Remplaçant
- États-Unis /  Canada : 16 février 2010 sur ABC / /A\[13]
- Belgique : 30 avril 2010 sur RTL-TVI
- Québec : 6 mai 2010 sur Radio Canada
- Suisse : 8 mai 2010 sur TSR1
- France : 12 mai 2010 sur TF1

- États-Unis : 9,82 millions de téléspectateurs[14] (première diffusion)
- France : 1,75 million de téléspectateurs (première diffusion)

- L. Scott Caldwell (Rose Nadler)
- Katey Sagal (Helen Norwood)
- Billy Ray Gallion (Randy Nations)

L'antagoniste de Jacob dit à Richard qu'il a pris l'apparence de Locke car c'était un « candidat ». Lorsqu'il propose à Richard de l'accompagner, ce dernier refuse. Pendant ce temps, Ilana révèle à Ben que « Locke » a emmené Richard dans la jungle pour « recruter ». « Locke » se rend aux anciens baraquements du Projet Dharma, retrouve Sawyer et lui demande de venir avec lui, affirmant qu'il connait la raison pour laquelle il se trouve sur cette île. Sawyer accepte, bien qu'il sache qu'il ne se trouve pas en présence du véritable Locke. Alors que « Locke » court dans la jungle après un enfant qui lui dit qu'il n'a pas le droit de le tuer, Richard surgit de la jungle et prévient Sawyer que « Locke » le tuera, ainsi que tous ceux à qui il tient. Pendant ce temps sur la plage, Ilana, Ben, Sun et Frank enterrent le véritable Locke. « Locke » conduit Sawyer à une grotte dans la falaise où figurent les noms de tous les survivants associés à des nombres ; beaucoup de ces noms ont été rayés. Parmi les noms qui n'ont pas encore été rayés, Shephard est associé au nombre 23, Reyes au 8, Jarrah au 16, Kwon au 42, Locke au 4, Ford au 15. « Locke » explique alors à Sawyer que cela signifie qu'il avait été sélectionné par Jacob pour le remplacer. Il précise également qu'il ignore si le nom de Kwon désigne Jin ou Sun. « Locke » propose alors à Sawyer trois possibilités : ne rien faire, remplacer Jacob, ou quitter l'île avec lui. Sawyer choisit la dernière proposition.
Résumé de la réalité alternative
- Cet épisode est centré sur John Locke.

### Épisode 5:Jeu de miroirs
- États-Unis /  Canada : 23 février 2010 sur ABC / /A\[13]
- Belgique : 7 mai 2010 sur RTL-TVI
- Québec : 13 mai 2010 sur Radio Canada
- Suisse : 15 mai 2010 sur TSR1
- France : 19 mai 2010 sur TF1

- États-Unis : 9,95 millions de téléspectateurs[16] (première diffusion)

- Veronica Hamel (Margo Shephard)
- Dylan Minnette (David Shepard)
- Mark Pellegrino (Jacob)
- Hiroyuki Sanada (Dogen)
- Dayo Ade (Justin)
- Sean Kinerney (fils de Dogen)

Au Temple, Jacob demande à Hurley d'aider des personnes qui arrivent sur l'île à la trouver. Hurley persuade Jack de le suivre et tous deux fuient le Temple par un passage secret. Ils rencontrent Kate dans la jungle, cette dernière étant à la recherche de Claire. Pendant ce temps, Claire soigne la plaie de Jin et retient prisonnier Justin, qui avait feint sa mort. Claire pense que les « Autres » ont pris Aaron, mais lorsque Jin révèle que c'est Kate qui l'a pris avec elle, Claire tue Justin. Hurley et Jack trouvent le phare que Jacob avait indiqué à Hurley. Après être monté en haut du phare, Jack découvre que Jacob pouvait observer les « candidats » à partir d'un système sophistiqué de miroirs. Jacob n'apparaissant pas pour lui expliquer les raisons de sa présence sur l'île, Jack détruit les miroirs, puis part s'isoler, pensif face à la mer. Jacob révèle à Hurley que la destruction du système des miroirs était nécessaire pour montrer à Jack qu'il est important. Dans la jungle, Jin prétend avoir menti et que les « Autres » ont bien son bébé. Claire lui répond alors que dans le cas contraire, elle aurait dû tuer Kate. « Locke » apparaît ensuite et Claire l'identifie comme « son ami »...
Résumé de la réalité alternative
- Cet épisode est centré sur Jack Shephard.

### Épisode 6:La Marche des Ténèbres
- États-Unis /  Canada : 2 mars 2010 sur ABC / CTV
- Belgique : 7 mai 2010 sur RTL-TVI
- Suisse : 15 mai 2010 sur TSR1
- France : 19 mai 2010 sur TF1
- Québec : 20 mai 2010 sur Radio Canada

- États-Unis : 9,29 millions de téléspectateurs[18] (première diffusion)

- Cas Anvar (Omer Jarrah)
- Anthony Azizi (Omar)
- Kevin Durand (Martin Keamy)
- Andrea Gabriel (Nadia)
- John Hawkes (Lennon)
- Kimberly Joseph (Cindy Chandler)
- Hiroyuki Sanada (Dogen)
- Kiersten Havelock (Emma)
- Mickey Graue (Zach)

Dogen et Sayid se battent dans le Temple mais Dogen lui laisse la vie sauve. Pendant ce temps, « Locke » charge Claire de se rendre dans le Temple et promet qu'en échange, elle retrouvera son fils. Lorsque Claire entre, elle est emprisonnée par les « Autres » et Dogen charge Sayid de poignarder « Locke », qui serait le Mal incarné et projetterait de détruire tout ce qu'il y a de vivant sur l'île. Cependant, lorsque Sayid le poignarde, « Locke » ne ressent rien, rend le couteau à Sayid et lui dit que Dogen l'a chargé de cette mission croyant qu'il se ferait tuer. Il charge ensuite Sayid de dire aux « Autres » que s'ils veulent quitter l'île, ils doivent quitter le Temple et le rejoindre ou sinon, ils vont mourir. Kate se rend ensuite jusqu'au trou où est détenue Claire et lui annonce avoir élevé Aaron et souhaiter également la sauver afin qu'elle puisse le retrouver, ce à quoi Claire répond qu'elle n'a pas besoin d'être sauvée. Alors que les « Autres » fuient le Temple, Dogen raconte à Sayid qu'il était avant banquier et avait un fils, mais à la suite d'un accident grave, son fils est mort. Jacob lui a alors proposé de venir sur l'île pour sauver son fils. Sayid noie ensuite Dogen dans le bassin, tranche la gorge de Lennon, permettant ainsi au Monstre de fumée de s'attaquer aux « Autres » restés dans le Temple. Miles tente de fuir et il est retrouvé par Ilana, Ben, Lapidus et Sun, et se cachent dans un passage secret situé dans le mur. Kate tente de sauver Claire mais c'est cette dernière qui la sauve en lui disant de rester dans le trou avec elle. « Locke » reprend ainsi le rôle de chef de Jacob et quitte le temple accompagné des « Autres » qui l'ont rejoint à temps, de Sayid, de Claire et de Kate.
Résumé de la réalité alternative
- Cet épisode est centré sur Sayid Jarrah.

### Épisode 7:Professeur Linus
- États-Unis /  Canada : 9 mars 2010 sur ABC / CTV
- Belgique : 14 mai 2010 sur RTL-TVI
- Suisse : 22 mai 2010 sur TSR1
- France : 26 mai 2010 sur TF1
- Québec : 27 mai 2010 sur Radio Canada

- États-Unis : 9,49 millions de téléspectateurs[20] (première diffusion)
- Canada : 1,523 million de téléspectateurs[21] (première diffusion)

- William Atherton (Principal Don Reynolds)
- Alan Dale (Charles Widmore)
- Jon Gries (Roger Linus)
- Tania Raymonde (Alex Rousseau)
- Daniel Roebuck (Leslie Arzt)

À la demande d'Ilana, Miles utilise son pouvoir de communiquer avec les morts et révèle que Ben a tué Jacob. À la suite de cela, Ilana attache Ben et l'oblige à creuser sa tombe. Ben propose de payer Miles pour que celui-ci le libère, mais Miles lui répond qu'il sait que Nikki et Paulo avait 8 millions de diamant avec eux. Pendant ce temps, dans la jungle, Jack et Hurley retrouvent Richard qui les conduit au Rocher Noir, et leur révèle qu'il est venu sur l'île à bord de ce bateau et que depuis que Jacob l'a touché, il ne peut plus mourir. Sur la plage, Locke délivre Ben et lui propose de le remplacer lorsqu'il aura quitté l'île. Ben s'enfuit alors et il est rattrapé par Ilana avec qui il s'explique. Ben retourne ensuite au camp et ils sont rejoints par Jack, Hurley et Richard. Pendant ce temps, Widmore retrouve l'île à bord d'un sous-marin.
Résumé de la réalité alternative
- Cet épisode est centré sur Benjamin Linus.
- Dans la réalité alternative, le père de Ben lui avoue qu'il lui aurait préféré une meilleure vie et que c'est pourquoi il l'a emmené sur l'île avec le Projet Dharma.

### Épisode 8:L'Éclaireur
- États-Unis /  Canada : 16 mars 2010 sur ABC / CTV
- Belgique : 14 mai 2010 sur RTL-TVI
- Suisse : 22 mai 2010 sur TSR1
- France : 26 mai 2010 sur TF1
- Québec : 3 juin 2010 sur Radio Canada

- États-Unis : 8,87 millions de téléspectateurs[23] (première diffusion)

- Alan Dale (Charles Widmore)
- Neil Hopkins (Liam Pace)
- Kimberly Joseph (Cindy Chandler)
- Sheila Kelley (Zoe)
- Rebecca Mader (Charlotte Lewis)
- Jodi Lyn O'Keefe (Ava)

Locke charge Sawyer de se rendre sur l'île de l'Hydre où se situe l'avion avec lequel ils souhaitent partir. Pendant ce temps, Kate est agressée par Claire, sous les yeux de Sayid, mais Locke arrête Claire. Sawyer rencontre sur l'île Zoé, seule survivante, après que les autres passagers ont été tués. Il se rend compte qu'elle lui ment et lorsqu'il braque son arme sur elle, les hommes de Widmore, cachés dans les buissons, braquent à leur tour leurs armes sur lui et le conduisent jusqu'au sous-marin. Sawyer promet à Widmore de lui amener Locke sans lui indiquer sa présence et qu'en échange, Widmore leur fera quitter l'île. Pendant ce temps, Claire s'excuse auprès de Kate. Sawyer rejoint l'île principale et raconte à Locke ce qui s'est passé sur l'île de l'Hydre.
Résumé de la réalité alternative
- Cet épisode est centré sur Sawyer.
- Dans la réalité alternative, pendant quelques secondes, on voit Sawyer regarder un épisode de La Petite Maison dans la prairie.

### Épisode 9:L'Immortel
- États-Unis /  Canada : 23 mars 2010 sur ABC / CTV
- Belgique : 21 mai 2010 sur RTL-TVI
- Suisse : 22 mai 2010 sur TSR1
- France : 26 mai 2010 sur TF1
- Québec : 10 juin 2010 sur Radio Canada

- États-Unis : 9,31 millions de téléspectateurs[25] (première diffusion)

- Steven Elder (Jonas Whitfield)
- Mark Pellegrino (Jacob)
- Mirelly Taylor (Isabella)
- Titus Welliver (L'Homme en Noir)
- Juan Carlos Cantu (Père Suarez)
- Davo Coria (domestique)
- Izzy Diaz (Ignacio)
- Santiago Montone (prisonnier)
- Jose Yenque (docteur)

Résumé du flashback
Après avoir accidentellement provoqué la mort d'un médecin qui refusait de lui apporter son aide pour sauver sa femme Isabella, Ricardo Alpert se retrouve emprisonné. Ayant des notions d'anglais, il est alors vendu comme esclave au Capitaine Hanso et emmené sur un navire appelé Black Rock. À la suite d'une tempête, le bateau s'échoue sur l'île et le Capitaine meurt. L'homme qui a acheté Ricardo commence à tuer les esclaves et lorsqu'il s'apprête à tuer Ricardo, "la Fumée Noire" tue les survivants à l'exception de Ricardo. Plus tard, alors qu'il est toujours enchaîné, Ricardo voit sa femme, morte, qui lui dit qu'ils sont en enfer. Elle se fait peu après prendre par "la Fumée Noire". Par la suite, l'antagoniste de Jacob, sous sa forme humaine, confirme à Ricardo qu'ils sont en enfer, le délivre en échange de son aide et lui dit qu'il devra tuer le Diable. Il lui avoue également qu'il est "la Fumée Noire", mais qu'il pourra lui rendre sa femme. Ricardo se rend alors au pied de la statue de Taouret (statue détruite lors du naufrage du Black Rock) pour tenter de tuer Jacob, mais il est maîtrisé par Jacob qui le convainc qu'ils ne sont pas en enfer. Jacob lui demande d'être son intermédiaire avec les autres personnes sur l'île en échange d'une vie éternelle. Ricardo retrouve l'Homme en Noir qui lui dit que s'il change d'avis, son offre de retrouver sa femme tiendra toujours. À la suite de cela, Ricardo enterre la croix de sa Femme puis, quelque temps plus tard, décide d'angliciser son prénom et de se faire appeler Richard...
Retour dans le présent
- Cet épisode est centré sur Richard Alpert.
- Cet épisode est d'une durée de 47 minutes.

### Épisode 10:Mademoiselle Paik
- États-Unis /  Canada : 30 mars 2010 sur ABC / CTV
- Belgique : 21 mai 2010 sur RTL-TVI
- Suisse : 29 mai 2010 sur TSR1
- France : 2 juin 2010 sur TF1
- Québec : 17 juin 2010 sur Radio Canada

- États-Unis : 10,13 millions de téléspectateurs[27] (première diffusion)

- Anthony Azizi (Omar)
- Alan Dale (Charles Widmore)
- Andrew Divoff (Mikhail Bakunin)
- Kevin Durand (Martin Keamy)
- Sheila Kelley (Zoé)

Locke tente de convaincre Sun de rejoindre son mari à son camp mais elle ne le croit pas et s'enfuit avant de s'assommer contre un arbre. Pendant ce temps, le camp de Locke est attaqué par les hommes de Widmore et Jin est enlevé. Locke part donc avec Sayid sur l'île de l'Hydre pour le récupérer. Sur la plage, Sun, après avoir été retrouvée inconsciente par Ben, ne sait plus parler anglais. Richard revient sur la plage avec Hurley et souhaite détruire l'avion pour que Locke ne puisse pas partir. Sur l'île de l'Hydre, Widmore montre à Jin des photos de sa fille et demande son aide pour empêcher Locke de quitter l'île. Sayid qui est resté sur l'île de l'Hydre après que Widmore a dit à Locke qu'il n'avait pas Jin, découvre qu'ils détiennent également Desmond.
Résumé de la réalité alternative
- Cet épisode est centré sur Jin et Sun Kwon.
- The Package fait référence à Desmond.

### Épisode 11:Ils vécurent heureux
- États-Unis /  Canada : 6 avril 2010 sur ABC / CTV
- Belgique : 28 mai 2010 sur RTL-TVI
- Suisse : 29 mai 2010 sur TSR1
- France : 2 juin 2010 sur TF1
- Québec : 24 juin 2010 sur Radio Canada

- États-Unis : 9,55 millions de téléspectateurs[30] (première diffusion)

- Alan Dale (Charles Widmore)
- Jeremy Davies (Daniel Widmore)
- Fionnula Flanagan (Eloise Widmore)
- Sheila Kelley (Zoe)
- Dominic Monaghan (Charlie Pace)
- Fisher Stevens (George Minkowski)
- Sonya Walger (Penelope Widmore)
- Fred Koehler (Seamus)

Desmond découvre qu'il est de retour sur l'île. Après s'être fait tirer dessus par Ben, Charles Widmore l'a transféré de l'hôpital pour le ramener sur l'île et il effectue sur lui un test, Desmond étant le seul homme qu'il connaisse à avoir survécu à une explosion électromagnétique. Après avoir survécu au test, Desmond se réveille et accepte sans sourciller de coopérer avec Widmore. Quelques instants plus tard, Sayid se débarrasse des gardes de Widmore entourant Desmond, puis lui propose de s'enfuir pour rejoindre "Locke". Desmond accepte et suit Sayid.
Résumé de la réalité alternative
- Cet épisode est centré sur Desmond Hume.
- C'est le second épisode, après Not in Portland, à ne pas se dérouler principalement sur l'ile.

### Épisode 12:Tout le monde aime Hugo
- États-Unis /  Canada : 13 avril 2010 sur ABC / CTV
- Belgique : 28 mai 2010 sur RTL-TVI
- Suisse : 29 mai 2010 sur TSR1
- France : 9 juin 2010 sur TF1
- Québec : 1er juillet 2010 sur Radio Canada

- États-Unis : 9,48 millions de téléspectateurs[32] (première diffusion)
- Canada : 1,073 million de téléspectateurs[33] (première diffusion)

- Bruce Davison (Dr Brooks)
- Lillian Hurst (Carmen Reyes)
- Harold Perrineau (Michael Dawson)
- Cynthia Watros (Libby)
- Francois Chau (Pierre Chang)
- Kenton Duty (adolescent)
- Samm Levine (réceptionniste)
- Jesse Smith (serveur)

Alors qu'il est sur la tombe de Libby, Hurley a une vision de Michael qui dit vouloir les empêcher de tous se faire tuer. Hugo tente alors de dissuader ses compagnons quand Ilana, après avoir récupéré de la dynamite pour l'avion, explose sous leurs yeux. Richard souhaite alors repartir au navire échoué en récupérer de nouveau, mais Hugo fait exploser le Black Rock juste avant. Hurley leur dit que Jacob lui a demandé qu'ils aillent parler à Locke, mais Richard, Ben et Miles refusent et partent de leur côté. Pendant ce temps, Locke emmène Desmond jusqu'à un puits dans lequel il le pousse. Locke retourne ensuite à son camp quand arrivent Hurley, Jack, Sun et Lapidus.
Résumé de la réalité alternative
- Cet épisode est centré sur Hurley.
- Le titre original de cet épisode fait référence à Everybody Hates Hugo

### Épisode 13:La Dernière recrue
- États-Unis : 20 avril 2010 sur ABC / CTV
- Belgique : 4 juin 2010 sur RTL-TVI
- Suisse : 5 juin 2010 sur TSR1
- France : 9 juin 2010 sur TF1
- Québec : 8 juillet 2010 sur Radio Canada

- États-Unis : 9,53 millions de téléspectateurs[35] (première diffusion)
- Canada : 1,319 million de téléspectateurs[36] (première diffusion)

- Andrea Gabriel (Nadia)
- Kimberley Joseph (Cindy Chandler)
- Sheila Kelley (Zoé)
- Dylan Minnette (David Shephard)
- Teresa Huang (chirurgien)
- Yvonne Midkiff (réceptionniste)
- Kasim Saul (garde)
- Steve Boatright (Mike)
- Mickey Graue (Zack)
- Kiersten Havelock (Emma)

Jack et Locke ont une discussion au cours de laquelle Locke reconnait avoir pris l'apparence de Christian Shephard. Zoé arrive ensuite sur le camp et demande à Locke de lui rendre Desmond ou sinon, ils feront exploser le camp. Alors que Locke et son camp se dirigent vers la plage afin d'embarquer sur un bateau pour se rendre à l'avion, il charge Sayid de tuer Desmond. Jack, Sawyer, Kate, Hurley, Sun et Lapidus les devancent, prennent le bateau, et Claire, qui les a suivis, se laisse convaincre par Kate de partir avec eux. Alors qu'ils se dirigent vers l'île de l'Hydre, Sawyer demande à Jack de sauter du bateau, ce dernier pensant qu'ils ne doivent pas quitter l'île. Pendant ce temps, Sawyer et les siens débarquent sur l'île de l'Hydre et Sun retrouve enfin Jin. Cependant, Zoé et les hommes de Widmore braquent leurs armes sur eux. Les « Autres » sont ensuite attaqués sur la plage par des obus et Locke sauve Jack.
Résumé de la réalité alternative

### Épisode 14:Le Candidat
- États-Unis /  Canada : 4 mai 2010 sur ABC / CTV
- Belgique : 4 juin 2010 sur RTL-TVI
- Suisse : 5 juin 2010 sur TSR1
- France : 16 juin 2010 sur TF1
- Québec : 15 juillet 2010 sur Radio Canada

- États-Unis : 9,59 millions de téléspectateurs[38] (première diffusion)
- Canada : 1,377 million de téléspectateurs[39] (première diffusion)

- Sam Anderson (Bernard Nadler)
- Alan Dale (Charles Widmore)
- Fred Koehler (Seamus)
- Katey Sagal (Helen)
- Kevin Tighe (Anthony Cooper)
- Maile Holck (infirmier)
- McGahan Christopher (Paul)
- Alan Seabock (sous capitaine)

Sawyer et les autres sont emprisonnés par Widmore dans les cages à ours de l'île de l'Hydre « pour leur propre bien ». Ils sont cependant libérés par le monstre de fumée et Jack, grâce à Sayid qui a coupé le générateur alimentant la barrière à ultrasons. Locke se rend alors dans l'avion et y découvre du C4 et en informe les rescapés. Il décide alors de se rabattre sur le sous-marin. Alors que Lapidus, Sawyer, Hurley et les Kwon sont rentrés dans le sous-marin, Jack, Locke, Kate, Sayid et Claire qui sont toujours à l'extérieur se font tirer dessus. Jack pousse Locke dans l'eau et Kate prend une balle. Lorsque Sayid, Kate et Jack rentrent dans le sous-marin, Sawyer ordonne le départ de celui-ci, laissant Claire seule avec Locke. Lorsque Jack souhaite soigner Kate, il découvre dans son sac le C4 que Locke avait pris dans l'avion avec une minuterie. Sawyer tente de la désamorcer mais la minuterie s'accélère, Sayid prend la bombe et s'éloigne des rescapés avant d'exploser. Sun étant bloquée, Jin décide de rester avec elle alors que le sous-marin coule. Lapidus, quant à lui, se prend une des portes du sous-marin à cause de la pression de l'eau mais survit néanmoins, ce qui le laisse lui, Jack, Kate, Sawyer et Hurley survivants.
Résumé de la réalité alternative
- Cet épisode est centré sur Jack Shephard / John Locke[40].
- Trois des personnages principaux présents depuis le début de la série (Sayid Jarrah, Jin et Sun Kwon) meurent au cours de ce seul épisode.

### Épisode 15:À la source
- États-Unis /  Canada : 11 mai 2010 sur ABC / CTV
- Belgique : 11 juin 2010 sur RTL-TVI
- Suisse : 12 juin 2010 sur TSR1
- France : 16 juin 2010 sur TF1
- Québec : 22 juillet 2010 sur Radio Canada

- États-Unis : 10,32 millions de téléspectateurs[42] (première diffusion)
- Canada : 1,479 million de téléspectateurs[43] (première diffusion)

- Kenton Duty (Jacob enfant)
- Allison Janney (Mère adoptive de Jacob et son frère)
- Lela Loren (Claudia)
- Mark Pellegrino (Jacob)
- Titus Welliver (l'Homme en Noir / Frère de Jacob)
- Ryan Bradford (le frère de Jacob enfant)
- Ivo Nandi (chasseur)

Au cours d'un lointain passé, une jeune femme enceinte prénommée Claudia fait naufrage sur l'île. Elle rencontre alors une femme inconnue dans la jungle, qui l'aide à accoucher. Claudia donne naissance à un garçon, qu'elle décide d'appeler Jacob. Dans la foulée, la seconde femme découvre que Claudia attendait en fait des jumeaux. Après avoir accouché d'un second petit garçon, la femme inconnue la tue. Cette dernière élève les deux enfants comme s'ils étaient ses propres fils, sans jamais leur révéler la triste vérité. Vers l'âge de treize ans, alors que les deux garçons chassent, ils découvrent qu'ils ne sont pas seuls sur l'île en tombant sur trois hommes qui étaient également en train de chasser. Lorsqu'ils en informent leur mère, celle-ci leur montre une grotte d'où sort une lumière brillante et leur dit que ces hommes ne doivent jamais la trouver, car ils sont mauvais. Plus tard, le frère de Jacob voit Claudia apparaître, sans que Jacob ne puisse avoir la même vision. L'Apparition lui révèle qu'elle est sa véritable mère, et que les hommes qu'il a vus faisaient partie de son équipage. De plus, contrairement à ce que lui disait sa mère adoptive, elle lui révèle qu'il existe quelque chose par-delà la mer, et qu'il en vient également. La nuit venue, il décide de rejoindre ces mystérieux étrangers et essaye de convaincre Jacob de le suivre. Méfiant, ce dernier préfère rester avec leur mère adoptive. 
- Cet épisode est centré sur Jacob / l'Homme en Noir[44].
- Cet épisode est le premier de la série à ne présenter aucun des personnages principaux. Seuls Jack, Kate et Locke apparaissent dans des images tirées d'autres épisodes.

### Épisode 16:Au nom des disparus
- États-Unis /  Canada : 18 mai 2010 sur ABC / CTV
- Belgique : 11 juin 2010 sur RTL-TVI
- Suisse : 12 juin 2010 sur TSR1
- France : 16 juin 2010 sur TF1
- Québec : 29 juillet 2010 sur Radio Canada

- États-Unis : 10,47 millions de téléspectateurs[46] (première diffusion)
- Canada : 1,868 million de téléspectateurs[47] (première diffusion)

- Alan Dale (Charles Widmore)
- Kenton Duty (Jacob enfant)
- Mira Furlan (Danielle Rousseau)
- Sheila Kelley (Zoé)
- Dylan Minnette (David Shepard)
- Mark Pellegrino (Jacob)
- Tania Raymonde (Alex Rousseau)
- Michelle Rodríguez (Ana-Lucia Cortez)
- Wendy Pearson (infirmière Kondracki)
- Ashlee Kyker (étudiante)
- Ernesto Lopez (policier à Los Angeles)

Jack, Kate, Sawyer et Hurley se dirigent vers le puits pour retrouver Desmond. De leur côté, Ben, Richard et Miles se rendent à l'ancienne maison de Ben au sein du campement Dharma dans le but de récupérer du C-4 pour faire exploser l'avion. Ils sont soudain rejoints par Widmore et Zoé. Lorsque Ben demande à Widmore comment il est arrivé jusqu'à l'île, ce dernier lui répond que c'est Jacob qui l'a invité après l'explosion de son cargo, et qu'il lui a donné un objectif. Avant que Locke n'arrive, Widmore et Zoé se cachent dans la pièce secrète de Ben, Miles s'enfuit dans la jungle, et Richard et Ben l'attendent à l'extérieur. À son arrivée, la fumée noire fonce sur Richard, puis prend forme humaine pour demander à Ben où se trouve Widmore. Trahissant Widmore, Ben informe "Locke" qu'ils se cachent à l’intérieur de la maison. "Locke" se rend jusqu'à la pièce secrète, égorge Zoé, puis demande à Widmore de lui donner la raison de son arrivée sur l'île ou il tuera sa fille Penny quand il aura quitté l'île. Widmore informe alors "Locke" qu'il lui dira tout, mais en dehors de la présence de Ben, qui a montré sa traîtrise. Locke se rapproche alors de Widmore et ce dernier lui glisse à l'oreille que c'était pour ramener Desmond sur l'île, ce dernier étant le seul à résister à l'électromagnétisme, faisant de lui leur dernier recours. Cependant, lorsque Locke demande plus de précisions, Ben abat froidement Widmore sous prétexte qu'il refuse que la Fille de Widmore soit sauvée. Locke lui précise que ce geste était inutile, Widmore ayant eu le temps de tout lui dire avant de le tuer.
Pendant ce temps, Hurley tombe nez à nez avec l'apparition de Jacob enfant, qui lui ordonne de lui rendre les cendres qu'il a conservées dans un petit sac. Le Fantôme de Jacob se réincarne alors grâce aux cendres jetées dans un feu. Il réunit Jack, Kate, Sawyer et Hurley et leur indique qu'il disparaîtra à jamais quand le foyer du feu se sera éteint. Jacob leur explique qu'il les a choisis, car ils avaient autant besoin de cette île que l'île avait besoin d'eux, faisant d'eux des candidats. En réponse à une question de Kate, il ajoute qu'il avait rayé son nom car elle était devenue mère, mais précise que chacun des quatre survivants gardait la possibilité de choisir son Destin. Jack prend alors la décision de remplacer Jacob. Pendant ce temps, Locke et Ben arrivent au puits et découvrent que non seulement Sayid n'a pas tué Desmond, mais qu'en plus quelqu'un l'a aidé à s'échapper. Locke est cependant satisfait, car bien que Widmore lui ait dit que Jacob avait demandé son retour pour servir de bouclier au cas où les candidats seraient morts, Locke souhaite se servir de lui pour détruire l'île.
Résumé de la réalité alternative

### Épisodes 17 & 18:Fin (1re&2eparties)
- États-Unis /  Canada : 23 mai 2010 sur ABC / CTV
- Belgique : 18 juin 2010 sur RTL-TVI
- Suisse : 19 juin 2010 sur TSR1
- France : 23 juin 2010 sur TF1
- Québec : sur Radio Canada
  - 5 août 2010 (épisode 17)
  - 12 août 2010 (épisode 18)

- États-Unis : 13,57 millions de téléspectateurs[49] (Pointe à 15,8 M lors de la dernière demi-heure) (première diffusion)
- Canada : 2,04 millions de téléspectateurs[50] (première diffusion)
- France : 1,2 million de téléspectateurs (première diffusion)

- Vedettes : Jeremy Davies (Daniel Faraday), Maggie Grace (Shannon Rutherford), Rebecca Mader (Charlotte Lewis), Elizabeth Mitchell (Juliet Burke), Dominic Monaghan (Charlie Pace), Ian Somerhalder (Boone Carlyle), Cynthia Watros (Libby), Sam Anderson (Bernard Nadler), L. Scott Caldwell (Rose Nadler), Francois Chau (Pierre Chang), Fionnula Flanagan (Eloise Hawking), John Terry (Christian Shephard), Sonya Walger (Penelope Widmore).
- Invités vedettes : Neil Hopkins  (Liam Pace), Dylan Minnette (David Shephard), John Pyper-Ferguson (livreur d'Oceanic Airlines)

Desmond est secouru par Rose et Bernard mais ils sont retrouvés par Locke qui contraint Desmond de le suivre. Miles et Richard, alors qu'ils sont en pirogue, retrouvent Lapidus toujours vivant et vont sur l'île de l'Hydre. Jack et Locke se rendent avec Desmond dans la grotte où était également allé le frère de Jacob et aident Desmond à atteindre la lumière. Un phénomène se produit alors, et lorsque Jack frappe Locke, ce dernier saigne. Locke assomme ensuite Jack pendant que la terre se met à trembler. Jack parvient à rattraper Locke avant qu'il ne parte en bateau et se battent. Locke poignarde Jack et au moment où il s'apprête à lui trancher la gorge, Kate lui tire dessus et Jack le jette du haut de la falaise. Alors que Miles, Lapidus et Richard tentent de faire fonctionner l'avion, Sawyer et Kate rejoignent le bateau et Jack, accompagné de Hurley et Ben, retourne dans la grotte pour sauver l'île. Pendant que Lapidus, Richard, Miles, Claire, Sawyer et Kate parviennent à faire décoller l'avion, Jack réussit à ramener la lumière dans la grotte après avoir confié la protection de l'île à Hurley, secondé par Ben. Jack s'effondre ensuite à l'endroit où il s'est réveillé sur l'île, dans les bambous.
Résumé de la réalité alternative
- Eko, Ilana, Michael, Nikki, Paulo, et Walt sont les seuls personnages principaux de la série à ne pas apparaître dans ce double-épisode.

## Épilogue

### Épilogue:Un nouveau responsable
- Michael Emerson (Ben)
- Jorge Garcia (Hurley)
- Malcolm David Kelley (Walt)
- François Chau (Pierre Chang)
- Ray Porter (Glenn)
- Ted Rooney (en) (Hector)

Benjamin Linus annonce à deux hommes qui approvisionnent l'île en nourriture depuis 20 ans qu'ils sont renvoyés. Il leur annonce également que le Projet Dharma n'existe plus depuis presque 20 ans et que leurs instructions étaient automatisées et provenaient de la station Lanterne à Los Angeles. Il leur permet de poser une question chacun. Le premier demande pourquoi les coordonnées ne sont jamais les mêmes. Ben répond que l'île bouge. Le second demande pourquoi ils envoient des biscuits pour ours polaires vers une île tropicale. Ben lui montre alors la vidéo de la station de l'Hydre où Pierre Chang dévoile les expériences pratiquées sur des animaux et les « indigènes de l'île » (les « Autres »).
- L'épilogue est présent dans les bonus des coffrets DVD de la sixième saison et de l'intégrale de la série.
- Centré sur : Benjamin Linus
- Durée : 12 minutes[51]

## Épisodes spéciaux

### Beginning of the End
- Canada : 31 janvier 2010 sur CTV
- États-Unis : 2 février 2010 sur ABC

- États-Unis : 9,97 millions de téléspectateurs[7] (première diffusion)

- Diffusé juste avant le premier épisode de cette ultime saison.
- Narrateur : Michael Emerson (Ben)

### Lost, le dernier parcours
- États-Unis /  Canada : 23 mai 2010 sur ABC / CTV
- France : 23 décembre 2010 sur Série Club[52]

- États-Unis : 9,93 millions de téléspectateurs[46] (première diffusion)
- Canada : 1,485 million de téléspectateurs[47] (première diffusion)

- Diffusé juste avant le dernier épisode de cette ultime saison.
- Narrateur : Titus Welliver